# Phare de Ballinacourty Point
Le phare de Ballinacourty Point est un phare situé dans le port de Dungarvan, en mer Celtique, dans le comté de Waterford (Irlande). Il est géré par les Commissioners of Irish Lights.

## Histoire
Le phare a été construit en 1858 sur une zone rurale du nom de Ballinacourty où se trouve aujourd'hui un terrain de golf. C'est une tour blanche de 13 m de haut, avec lanterne blanche et galerie rouge. Un local annexe servait de logement pour les gardiens. Le bâtiment est entouré d'un mur d'enceinte. L'accès au phare se fait par le terrain de golf et le site est accessible selon les horaires du club.
Il est érigé sur Ballinacourty Point à l'entrée nord du port de Dungarvan. C'est une lumière directionnelle qui est émise par 2 flashs toutes les 10 secondes, blancs, rouges et verts selon direction.
Mis en service le 1er juillet 1858, sa lumière a été reconvertie par une lampe à acétylène en 1929. Son électrification a eu lieu en février 1964. Une récente restauration du système s'est effectuée entre 2005 et 2006